# Никониха (Псковская область)
Никониха — деревня в Невельском районе Псковской области России. Входит в состав Усть-Долысской волости.

## География
Расположена в 36 км к северо-западу от райцентра, города Невель, и в 5 км к западу от бывшего волостного центра Трехалёво.

## Население
| 2001 | 2002 | 2010 |
| ---- | ---- | ---- |
| 47   | ↘43  | ↘40  |

Численность населения деревни по оценке на начало 2001 года составляла 47 человек.

## История
С января 1995 до апреля 2015 года деревня входила в состав ныне упразднённой Трехалёвской волости.